# Château des Granges (Hénon)
Pour les articles homonymes, voir Château des Granges (homonymie).
Le château des Granges est un château situé à Hénon, en France.

## Localisation
Le château est situé sur le territoire de la commune de Hénon.

## Description
Le château est reconstruit au début du XVIIIe siècle est une construction à pavillons d'angle comprenant trois niveaux.
La cour d'honneur, délimitée par des douves, communique avec la cour des communs, dont l'accès est marqué par deux pavillons d'entrée.

## Historique

### Origine
Le fief est le berceau d'une famille de parlementaires, les Le Mintier, dès le début du XIVe siècle.

### Construction de la chapelle et aménagement du jardin
La chapelle, attenante au château, a été construite au XIXe siècle. Le jardin s'étend au nord du château et le parc au nord-est (parc de 14 hectares dont environ trois sont en jardin, vergers et tapis verts, et onze en parc boisé s'organisant autour d'allées monumentales, d'une pièce d'eau et d'un étang). Ce parc que la tradition orale, le Grand Larousse (volume II) et la Gazette illustrée des amateurs de jardins (1914) attribuent à André Le Nôtre, a été malheureusement très endommagé par la tempête d'octobre 1987.
Le château est la propriété de la famille de Gouzillon de Bélizal, il est inscrit partiellement au titre des monuments historiques par arrêté du 19 novembre 1992. Les élémentss protégés sont :
- corps de logis et chapelle ;
- avenue ;
- communs et cour (à l'exclusion de la ferme) ;
- orangerie ;
- esplanade ;
- cour d'honneur ;
- douves ;
- jardins et parc[2].

## Galerie

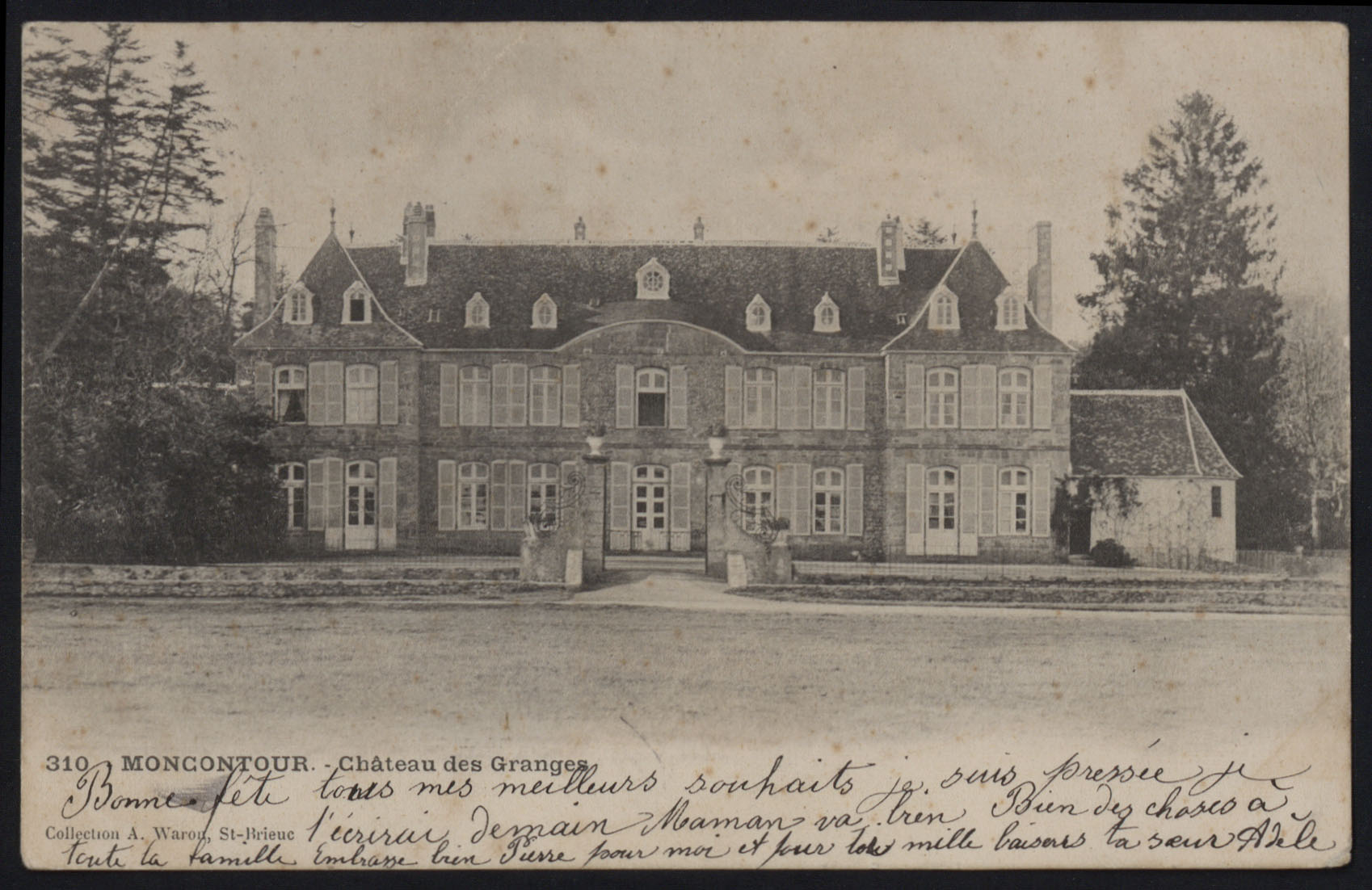
Carte postale (datée vers 1902) montrant la façade du château.
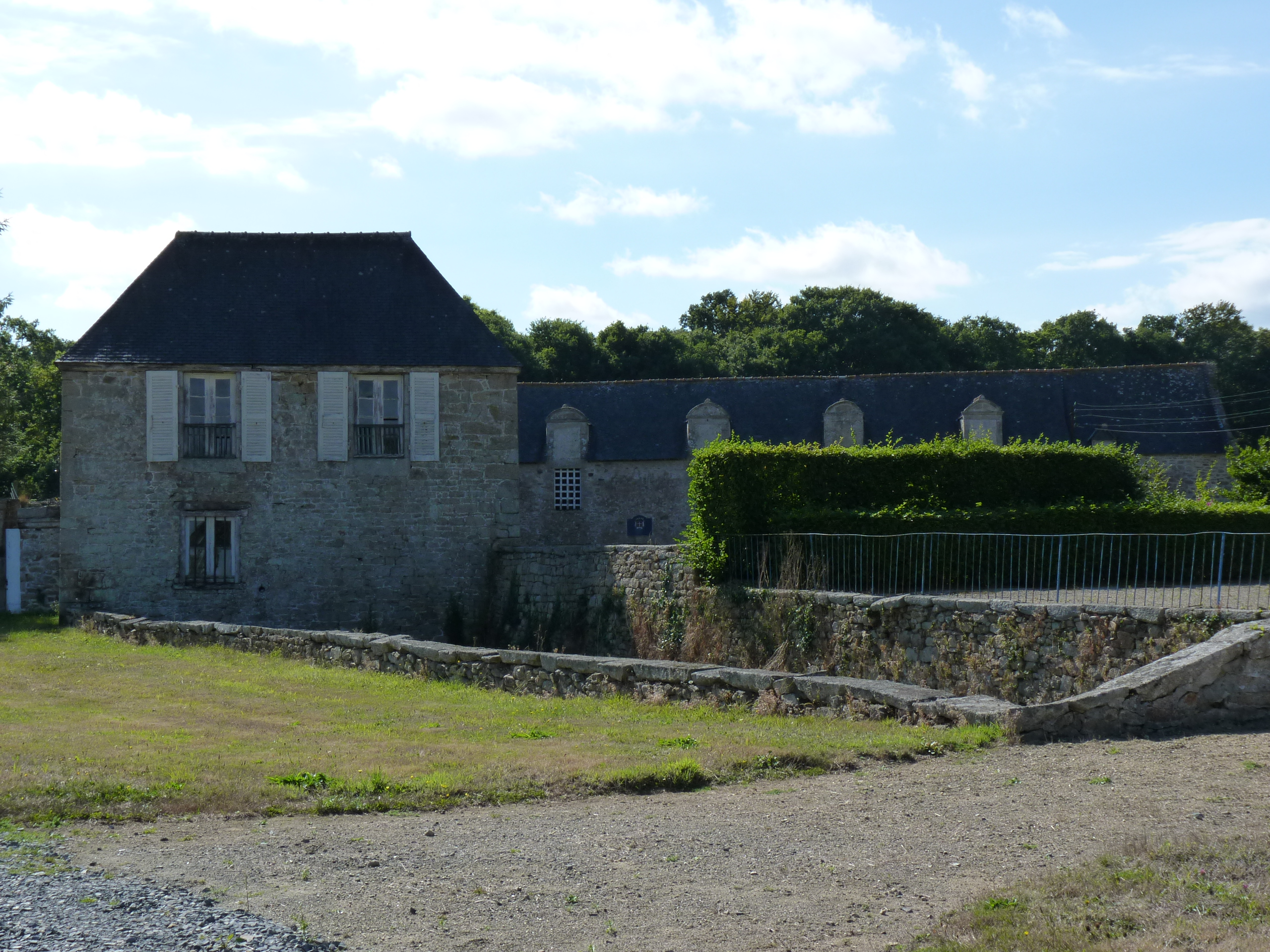
Vue du château en 2013.
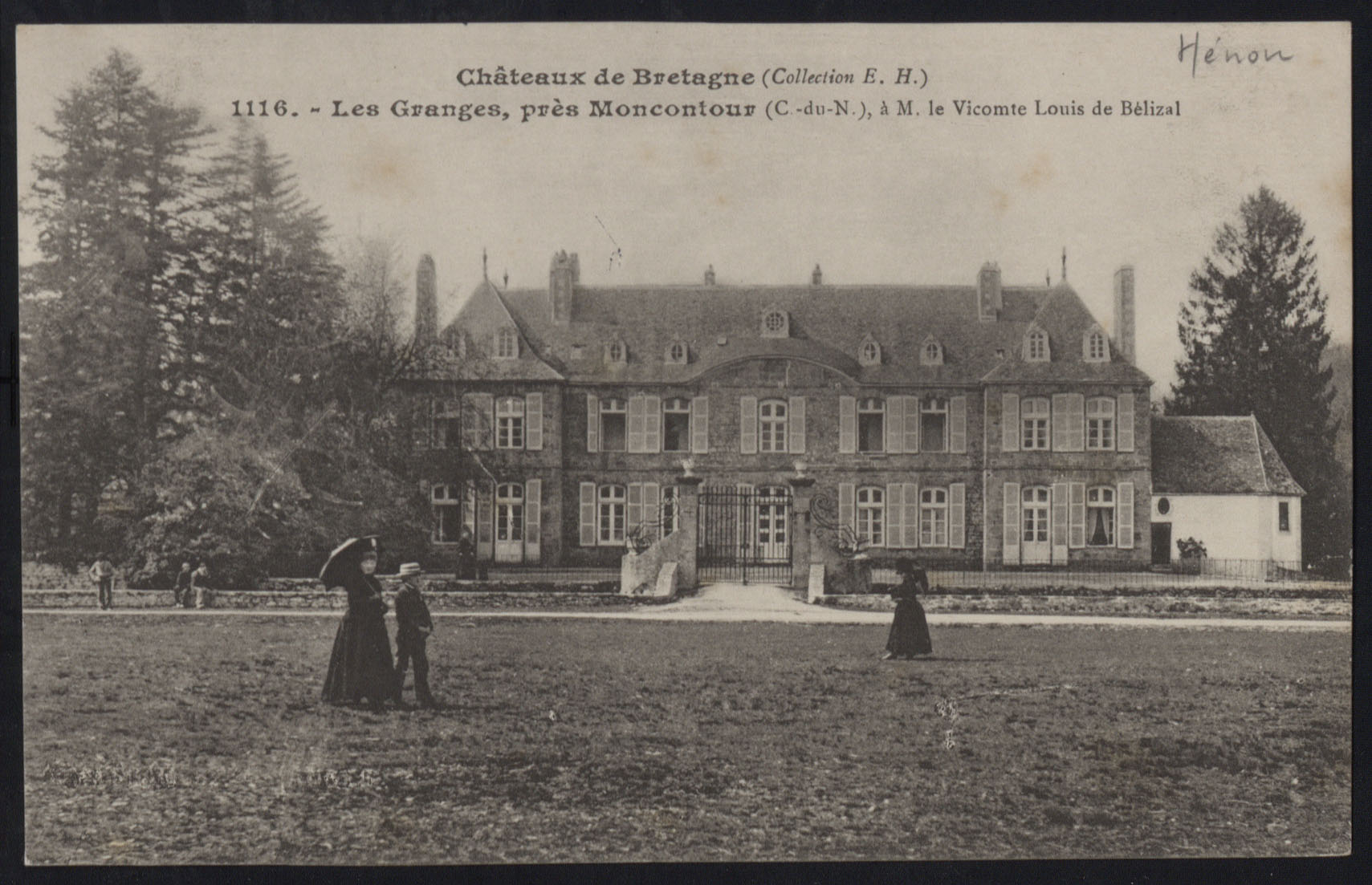
Carte postale (datée vers 1902 - 1903) montrant la façade du château.